# Arrondissement de Weißenburg-Gunzenhausen
L'arrondissement de Weißenburg-Gunzenhausen est un arrondissement  ("Landkreis" en allemand) de Bavière (Allemagne) situé dans le district ("Regierungsbezirk" en allemand) de Moyenne-Franconie. Son chef-lieu est Weißenburg in Bayern.

## Villes, communes & communautés d'administration
(nombre d'habitants en 2006)
| Villes 1. Ellingen (3 723) 2. Gunzenhausen (16 496) 3. Pappenheim (4 343) 4. Treuchtlingen (13 194) 5. Weißenburg in Bayern, Große Kreisstadt (17 726) Bourgs avec droit de marché 1. Absberg (1 308) 2. Gnotzheim (881) 3. Heidenheim (2 488) 4. Markt Berolzheim (1 351) 5. Nennslingen (1 397) 6. Pleinfeld (7 354) | Communes 1. Alesheim (1 022) 2. Bergen (1 109) 3. Burgsalach (1 233) 4. Dittenheim (1 754) 5. Ettenstatt (847) 6. Haundorf (2 678) 7. Höttingen (1 229) 8. Langenaltheim (2 420) 9. Meinheim (871) 10. Muhr am See (2 219) 11. Pfofeld (1 440) 12. Polsingen (2 032) 13. Raitenbuch (1 156) 14. Solnhofen (1 845) 15. Theilenhofen (1 199) 16. Westheim (1 189) Pas de zones non incorporées | Communautés de communes 1. Altmühltal avec siège à Meinheim et avec les communes membres Alesheim, Dittenheim, Markt Berolzheim (Markt) et Meinheim 2. Ellingen avec les communes membres Ellingen (Stadt), Ettenstatt et Höttingen 3. Gunzenhausen avec les communes membres Absberg (Markt), Haundorf, Pfofeld et Theilenhofen 4. Hahnenkamm avec siège à Heidenheim et avec les communes membres Gnotzheim (Markt), Heidenheim (Markt) et Westheim 5. Nennslingen avec les communes membres Bergen, Burgsalach, Nennslingen (Markt) et Raitenbuch |